# 吹上東出入口
吹上東出入口（ふきあげひがしでいりぐち）は、愛知県名古屋市千種区にある名古屋高速道路2号東山線のインターチェンジ。

## 概要
吹上西出入口と共有してフルインターチェンジを形成している。そのため道路マップや名古屋高速道路の公式サイト上では吹上東・西出入口と表記されている。

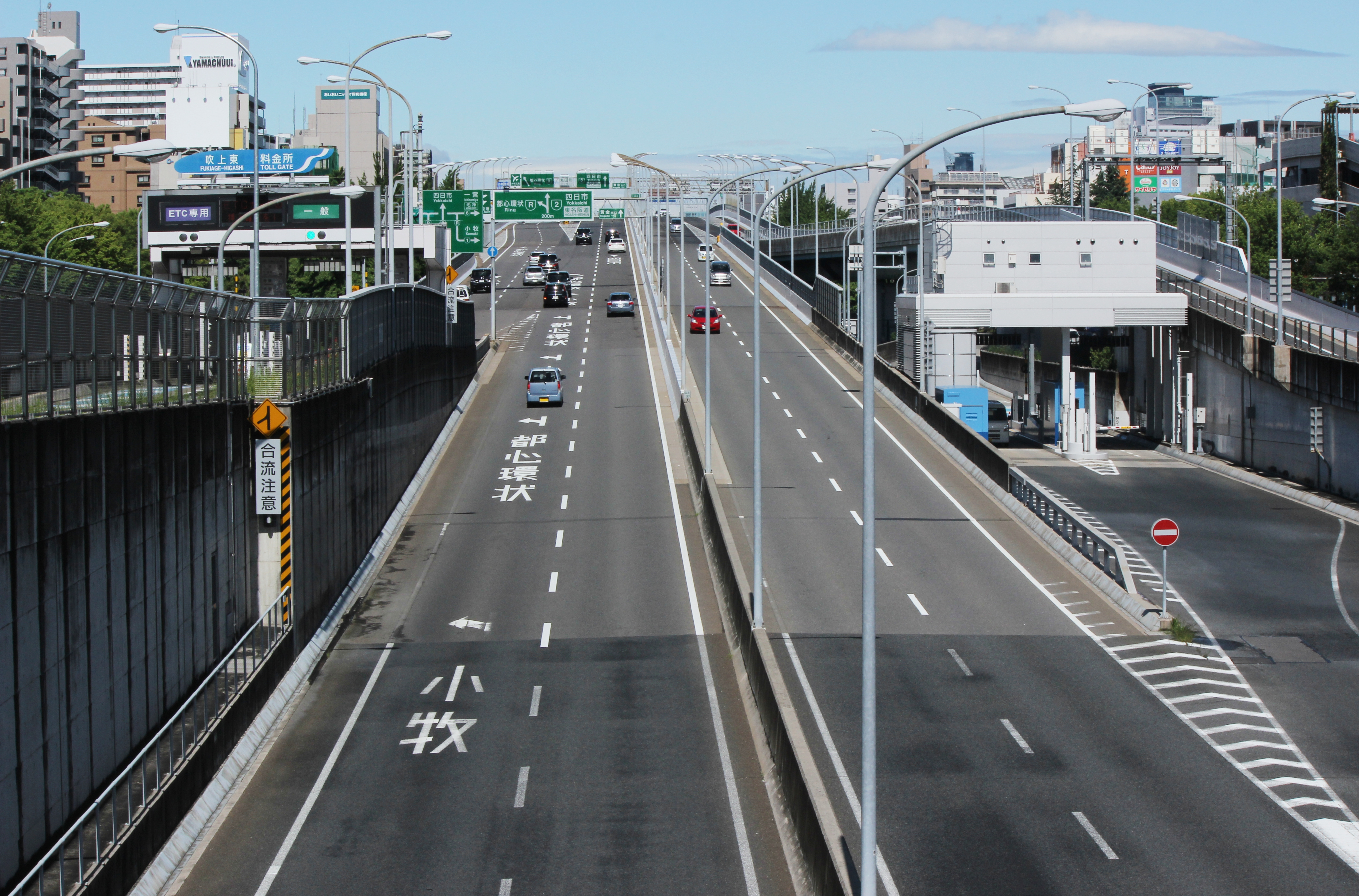
画像左側が吹上東入口で右側が吹上西入口。 （IC流入部直後の分岐路は丸田町JCTで都心環状線に連絡）
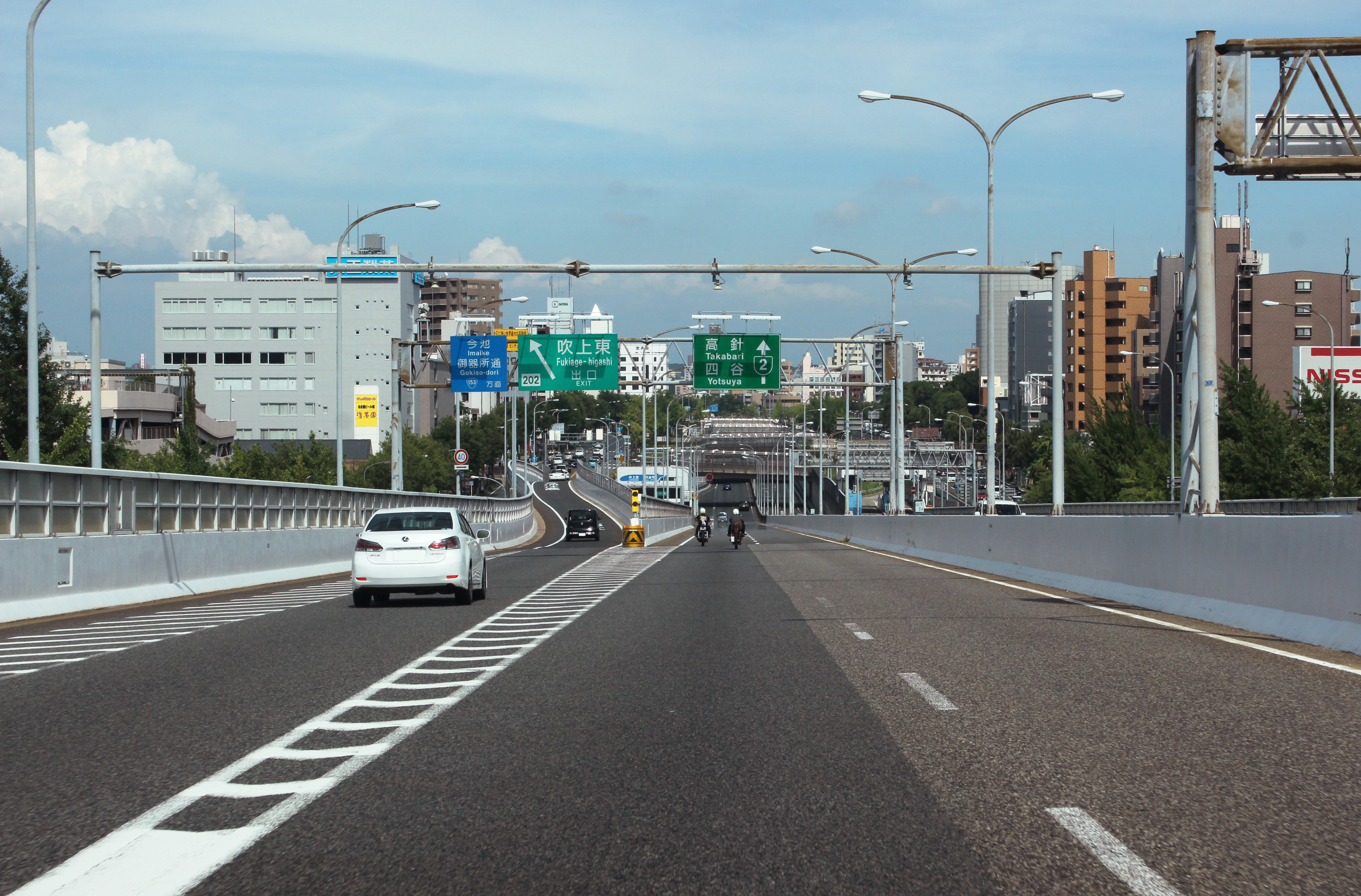
本線流出部。その奥が吹上西入口からの流入部。
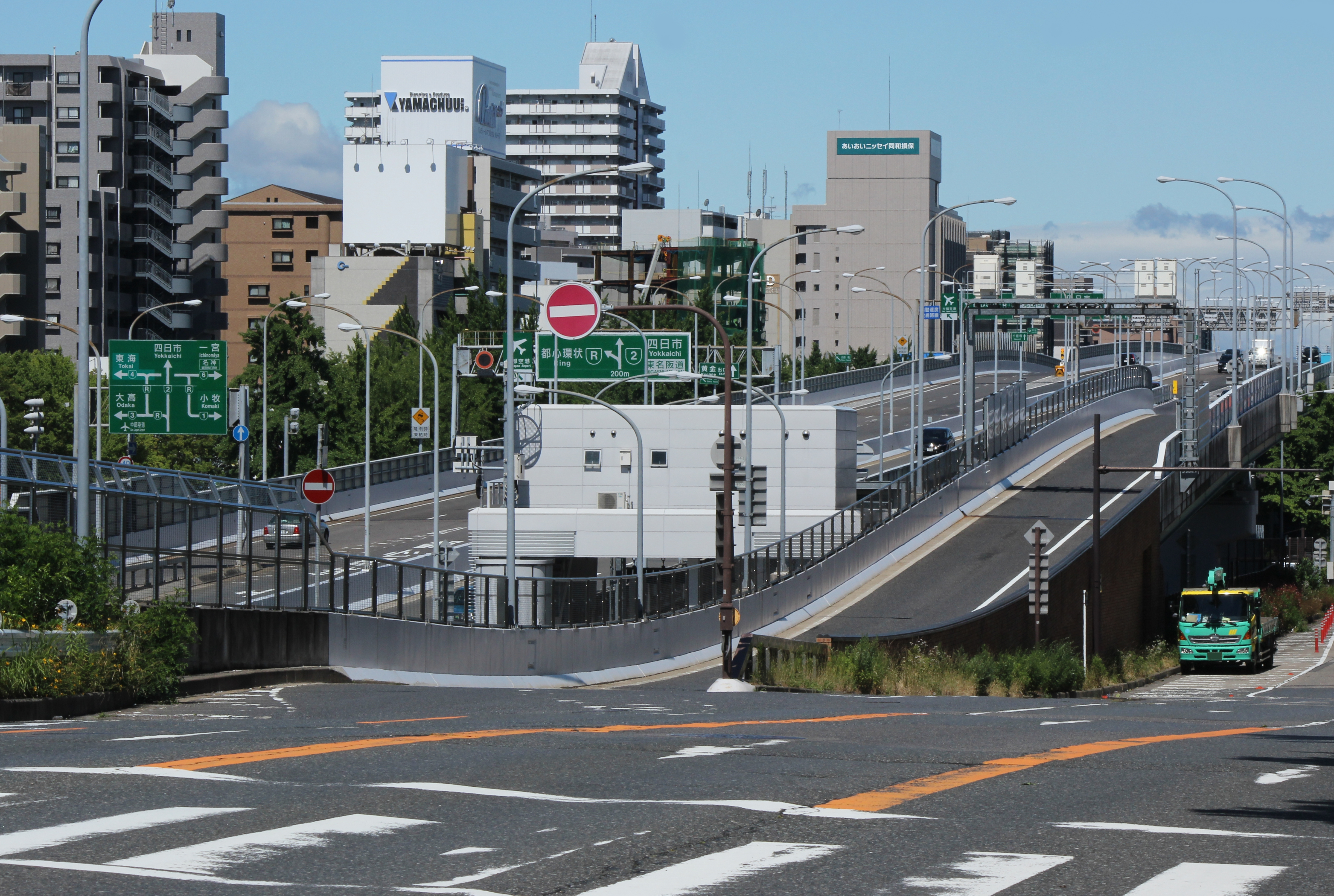
吹上東出口（手前）。隣り合う白い建物が吹上西入口。

## 道路
- 名古屋高速2号東山線

## 接続する道路
- 若宮大通

## 料金所

### 都心環状方面
- レーン数：2
  - ETC専用：1
  - 一般：1

## 歴史
- 1988年（昭和63年）4月26日 - 吹上出入口として開通。
- 2001年（平成13年）6月11日 - 「吹上東出入口」に改称。

## 利用台数
名古屋市統計年鑑による利用台数の推移
| 1991年（平成3年）度  | 3603905台 |  |
| 1992年（平成4年）度  | 3680015台 |  |
| 1993年（平成5年）度  | 3441946台 |  |
| 1994年（平成6年）度  | 2817631台 |  |
| 1995年（平成7年）度  | 2822850台 |  |
| 1996年（平成8年）度  | 2859483台 |  |
| 1997年（平成9年）度  | 2915041台 |  |
| 1998年（平成10年）度 | 2874528台 |  |
| 1999年（平成11年）度 | 2881799台 |  |
| 2000年（平成12年）度 | 2785610台 |  |
| 2001年（平成13年）度 | 2336065台 |  |
| 2002年（平成14年）度 | 2263453台 |  |
| 2003年（平成15年）度 | 2144337台 |  |
| 2004年（平成16年）度 | 1967573台 |  |
| 2005年（平成17年）度 | 2036261台 |  |
| 2006年（平成18年）度 | 2048539台 |  |
| 2007年（平成19年）度 | 1978340台 |  |
| 2008年（平成20年）度 | 1954742台 |  |
| 2009年（平成21年）度 | 1927806台 |  |
| 2010年（平成22年）度 | 1934332台 |  |
| 2011年（平成23年）度 | 1888663台 |  |
| 2012年（平成24年）度 | 1913147台 |  |
| 2013年（平成25年）度 | 1983921台 |  |

## ETC迂回乗り継ぎ
都心環状線を迂回する際に、ETC無線通行車に限り、吹上東出口で出て、吹上東入口に15分以内で乗り継いだ場合、新たに料金は発生しない仕組みをとっている。この迂回をすることによって5号万場線から3号大高線に走行する際には走行距離を約1.9キロ短縮し、1号楠線から万場線に走行する際には走行距離を約0.9キロ短縮できる。

## 周辺
- 鶴舞公園
- イオンタウン千種　花田公園

## 隣
名古屋高速2号東山線
(201,211)白川出入口 - 丸田町JCT - (202,212)吹上東出入口/(203,213)吹上西出入口 - (204,214)春岡出入口